# Winfamily
Winfamily, formellt WinFamily, är ett datorprogram för genealogi (släktforskning) för Microsoft Windows som är utvecklat av skandinaviska släktforskare. Den första versionen av Winfamily kom 1990 och flera versioner har sedan dess kommit med den senaste 2013.
WinFamily stöder GEDCOM 5.5-standarden och kan därför importera data från eller exportera data till andra släktforskarprogram. Programmet kan presentera forskningsdata på flera språk, via HTML eller olika typer av utskrifter.